# Yarra (Schiff, 1884)
Die Yarra (I) war ein 1884 in Dienst gestelltes Passagierschiff der französischen Reederei Messageries Maritimes, das im Passagier- und Postverkehr von Marseille nach Australien und später China eingesetzt wurde. Während des Ersten Weltkriegs diente sie als Truppentransporter, bis sie am 29. Mai 1917 nördlich von Kreta von einem deutschen U-Boot versenkt wurde.

## Das Schiff
Das 4.163 BRT große Dampfschiff Yarra wurde auf der Werft Chantiers Navals de La Ciotat in der südfranzösischen Hafenstadt La Ciotat gebaut und lief am 12. August 1883 vom Stapel. Sie war das sechste von sieben baugleichen Schwesterschiffen, die Messageries Maritimes zwischen 1881 und 1884 für den Passagier- und Postverkehr von Frankreich nach Australien und Neukaledonien in Dienst stellte. Die anderen waren die Natal (1882), die Calédonien (II) (1882), die Melbourne (1882), die Sydney (1883), die Salazie (1883) und die Océanien (I) (1884).
Die Yarra war wie ihre Schwesterschiffe ein kombiniertes Passagier- und Frachtschiff, das außerdem Post beförderte. Das 130,75 Meter lange und 12,6 Meter breite Schiff wurde zunächst mit einer Verbunddampfmaschine angetrieben, die 3400 PS leistete und das Schiff auf bis zu 15 Knoten beschleunigen konnte. Die Passagierunterkünfte waren für 90 Passagiere der Ersten, 44 Passagiere der Zweiten und 75 Passagiere der Dritten Klasse ausgelegt. Der Dampfer hatte zwei Schornsteine, einen einzelnen Propeller sowie drei Masten mit der Takelage einer Bark.
Am 13. Februar 1884 legte die Yarra in Marseille zu ihrer Jungfernfahrt durch den Indischen Ozean via Seychellen, Réunion und Mauritius nach Australien und Neukaledonien ab. Im Jahr 1886 wurde das Schiff mit Elektrizität ausgestattet und 1895 wurde die bisherige Verbunddampfmaschine durch eine Dreifachexpansions-Dampfmaschine ersetzt, die 4000 PS leistete und die Geschwindigkeit des Schiffs um einen Knoten erhöhte. Im selben Zug wurde der Rumpf des Schiffs weiß angestrichen. Ab 1892 bediente die Yarra die Fernost-Linie. 1905 wurde der Rumpf wieder schwarz angestrichen. Zwischen 1897 und 1909 bediente die Yarra die China-Route. Von 1909 bis 1914 fuhr sie wieder nach Australien mit Zwischenhalt in Madagaskar. 1911/12 wurden die Maschinen erneut modernisiert.

## Versenkung
Nach Ausbruch des Ersten Weltkriegs wurde die Yarra im Jahr 1915 wie viele andere französische Passagierdampfer zum Transport von Truppen verwendet. Es wurden jedoch auch weiterhin zivile Passagiere befördert.
Am Sonntag, dem 27. Mai 1917 um 17.20 Uhr lief die Yarra unter dem Kommando von Kapitän Marius Joseph Alexandre Tivolle mit 150 Besatzungsmitgliedern und 541 Passagieren an Bord im ägyptischen Port Said zu einer Überfahrt nach Marseille ab. Sie fuhr in einem Geleitzug mit ihrem Schwesterschiff Océanien und dem russischen Dampfer Imperator Nicolas II. Geschützt wurde der Geleitzug von dem Zerstörer Arbalète, dem Kanonenboot Dédaigneuse und der britischen Sloop Lily. Außerdem waren 1.900 Tonnen Fracht an Bord, darunter Zucker, Kaffee und 400 Fässer Rum.
Zwei Tage später, am 29. Mai um 18.40 Uhr, wurde das Schiff 29 Seemeilen nordwestlich von Kap Sidero (Kreta) von dem deutschen U-Boot UC 74 (Kapitänleutnant Wilhelm Marschall) torpediert. Der Torpedo schlug bei voller Geschwindigkeit in die Backbordseite ein und ließ eine große Wasserfontäne an der Schiffswand aufsteigen. Kapitän Tivolle befahl sofort das Stoppen der Maschinen, aber der Leitende Maschinist, Léon Galand, meldete, dass dies nicht mehr möglich sei. Augenblicklich wurde ein Notruf per Funk abgesetzt.
Während des Untergangs machte die Yarra immer noch Fahrt. Sie sank in 20 Minuten (Position 35.40N, 25.53E). 56 Menschen starben, darunter 38 Passagiere (andere Quellen geben die Zahl der Toten mit 8, 36 oder 46 an). Die Überlebenden wurden von den Geleitschiffen aufgenommen und am folgenden Morgen dem französischen Kreuzer Foudre übergeben.